# 다네이구

다네이구의 위치

다네이구(한국어: 대내구, 중국어: 大內區, 병음: Dànèi Qū)는 중화민국 타이난시의 시할구이다. 넓이는 70.3125km2이고, 인구는 2015년 8월 기준으로 10,115명이다.

## 지리
다네이구는 타이난시 중앙부에 위치해, 북쪽은 관톈구, 류자구와, 동쪽은 위징구, 난시구와, 서쪽은 산화구와, 남쪽은 산상구와 각각 접하고 있다. 자난 평원과 중양산맥의 경계에 위치해, 전 면적의 70%가 낮은 해발의 산악 지대이다.

## 역사
다네이구는 예전에는 평포족 대무롱사(大武壟社, Tevorangh)의 활동 지역이었다. 16세기 중기에는 시라야족 목가류만사(目加溜灣社, Backoloan)의 지사가 증문계(曾文溪)가의 이곳에 진출해 있었다.
청대가 된 강희 연간에 복건성 장주의 양씨 형제가 이곳으로 이주 했다. 산지의 안쪽에 위치한 것에서 내장(內庄)이라고 하게 되었다고도 하고, 양씨 형제의 형(오빠)의 이름이 양내였던 것에서 내장으로 부르게 되었다고도 전한다. 일본 통치 시대의 1920년, 일본풍의 오우치장(大內庄)으로 개칭되어 다이난주 소분군의 관할이 되었다. 전후에는 타이난현 다네이향으로 개편되었다.
2010년 12월 25일 타이난현과 타이난시 합병하여 직할시가 되며 타이난시 다네이구가 되었다.